# Sarcophaga dinuzului
Sarcophaga dinuzului är en tvåvingeart som beskrevs av Zumpt 1972. Sarcophaga dinuzului ingår i släktet Sarcophaga och familjen köttflugor. Inga underarter finns listade i Catalogue of Life.